# Nesosmodicum gracile
Nesosmodicum gracile là một loài bọ cánh cứng trong họ Cerambycidae.